# Rozporządzenie wykonawcze 11110
Rozporządzenie wykonawcze 11110 – Rozporządzenie wykonawcze wydane przez prezydenta Stanów Zjednoczonych Ameryki Johna F. Kennedy’ego 4 czerwca 1963.
Modyfikowało treść rozporządzania wykonawczego 10289 z 17 września 1951, dodając do uprawnień Sekretarza Skarbu możliwość kontroli obiegu „srebrnych certyfikatów” (banknotów wymienialnych na srebrne monety), poprzez delegację uprawnień Prezydenta.
Konieczność delegowania Sekretarzowi Skarbu tych uprawnień powstała, ponieważ tego samego dnia prezydent Kennedy podpisał Prawo Publiczne 88-36 HR 5389, które m.in. unieważniało Silver Purchase Act, z którego przepisów do tej pory wynikały takie uprawnienia Sekretarza Skarbu. Prawo Publiczne 88-36 powstało na skutek inicjatywy Kennedy’ego zmierzającej do całkowitego wycofania srebrnych certyfikatów z obiegu poprzez zastąpienie ich banknotami Rezerwy Federalnej i likwidacji rządowej rezerwy srebra gwarantującej wartość certyfikatów.  W okresie przejściowym Sekretarz Skarbu miał jednak dalej regulować obieg certyfikatów. Realizację tego planu Kennedy rozpoczął w 1961 wstrzymując sprzedaż srebra przez Departament Skarbu . Prawo Publiczne 88-36 dawało też Rezerwie Federalnej uprawnienia do emisji banknotów o nominałach $1 i $2, dotąd występujących jedynie jako srebrne certyfikaty.
Srebrne certyfikaty były wymieniane na srebrne monety do marca 1964, a do 24 czerwca 1968 na kruszec.  Dalej pozostają legalną walutą w USA, ale wymienialną już tylko na banknoty Rezerwy Federalnej.
Zmiany wprowadzone przez rozporządzenie wykonawcze 11110 zostały usunięte z rozporządzania wykonawczego 10289 rozporządzeniem wykonawczym 12608 przez prezydenta Reagana 9 sierpnia 1987 w ramach porządkowania nieaktualnych przepisów. Do tego czasu rozporządzenie nie miało już mocy prawnej, ponieważ uprawnienia Prezydenta, które nadawało Sekretarzowi Skarbu zostały zlikwidowane w 1982 przez Prawo Publiczne 97-258 HR 6128
Rozporządzenie wykonawcze 11110 jest elementem teorii spiskowej sformułowanej po raz pierwszy przez Jima Marrsa , mówiącej że rozporządzenie nakazywało emisję 4 292 893 815 dolarów w postaci United States Notes - banknotów emitowanych przez Departament Skarbu, zamiast Federal Reserve Note (oba rodzaje banknotów to pieniądze fiducjarne, bez pokrycia w kruszcach, różniące się wydającą je instytucją). Miało to być przyczyną zabójstwa Kennedy’ego w celu obrony wpływów Rezerwy Federalnej. W rzeczywistości rozporządzenie wykonawcze 11110 nie nakazywało jakiejkolwiek emisji ani nie podaje tej czy jakiejkolwiek innej kwoty. Uprawnienia Prezydenta, które rozporządzenie wykonawcze 11110 delegowało na Sekretarza Stanu wręcz zawierają ograniczenie możliwość emisji United Stated Noted do wartości 3 mld dolarów., a samo rozporządzenie było częścią prowadzonego przez Kennedy’ego procesu likwidacji waluty opartej na srebrze i zastąpienia jej w całości banknotami Rezerwy Federalnej.